# Peter Silvester
Peter Silvester, född 1734 i staden Shelter Island på Long Island, död 15 oktober 1808 i Kinderhook, New York, var en amerikansk politiker. Han var en av de första ledamöterna av USA:s representanthus från delstaten New York.
Han studerade juridik och inledde 1763 sin karriär som advokat i Albany, New York. Han flyttade senare till Kinderhook och utnämndes 1786 till domare i Columbia County, New York.
Han var ledamot av USA:s representanthus i den första och den andra kongressen 1789–1793.
Han var farfar till Peter Henry Silvester som senare också var ledamot av USA:s representanthus från delstaten New York.